# Guillaume V de Bavière
Pour les articles homonymes, voir Guillaume V.
Guillaume V, dit le Pieux (né le 29 septembre 1548 à Landshut, mort le 7 février 1626 à Schleissheim), duc de Bavière de 1579 à 1597. Fils cadet d'Albert V de Bavière et d'Anne d'Autriche

## Biographie

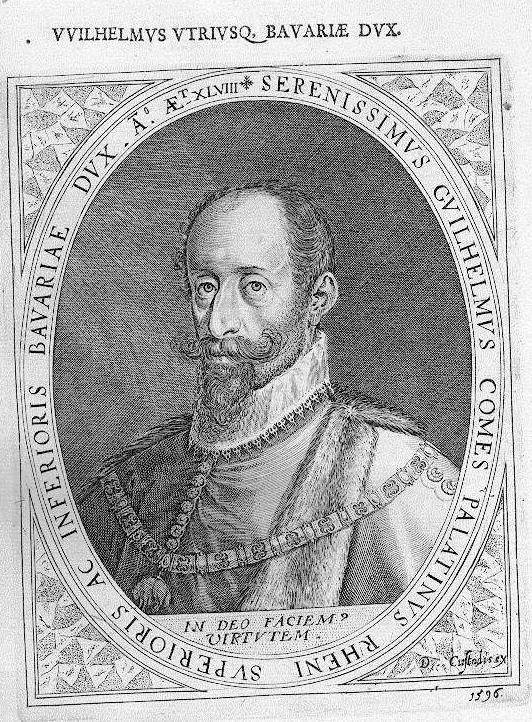
Guillaume V de Bavière, dit le Pieux. Portrait gravé par Dominicus Custos, 1596.

Guillaume devient duc en 1579. En 1583, il prend part avec succès à la guerre religieuse de Cologne, qui fait suite à la conversion du prince archevêque de cette ville au protestantisme. Les Wittelsbach de Bavière obtiennent ainsi l'électorat et l'archevêché de Cologne qu'ils conservent jusqu'en 1761.
Aussi engagé que son père dans la restauration du catholicisme en Bavière, Guillaume V construit un nouveau grand collège pour les jésuites y ajoutant l'église Saint-Michel (1583) la plus grande église de style Renaissance au nord des Alpes. Confronté de plus en plus souvent à la nécessité de redresser le budget de son duché, Guillaume V se replie dans l'ascèse. Il délègue en 1589, par mesure d'économie, la construction du Hofbräuhaus de Munich. Il se retire graduellement des affaires, partageant à partir de 1594 le pouvoir avec son fils aîné Maximilien. Il abdique en 1597 et se retire du monde avec son épouse.

## Descendance

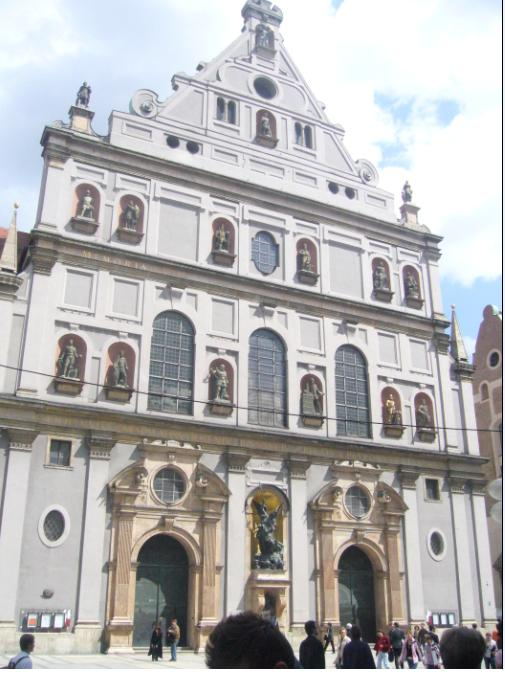
L'église Saint-Michel de Munich, édifiée à partir de 1583.

Guillaume V épouse le 22 février 1568 à Munich la princesse Renée de Lorraine (1544-1602), fille du duc François Ier de Lorraine et de la princesse Christine de Danemark. Ils eurent dix enfants de cette union :
- Christophe (né et mort en 1570) ;
- Christine (1571-1580) ;

- Maximilien Ier (1573-1651) :

1. ∞ 1595 la princesse Élisabeth de Lorraine (1574-1635),
2. ∞ 1635 la princesse Marie-Anne d'Autriche (1610-1665) ;

- Marie-Anne (1574-1616) ∞ 1600 l'archiduc Ferdinand II d'Autriche, plus tard empereur ;
- Philippe-Guillaume (1576-1598), cardinal de Ratisbonne ;
- Ferdinand (1577-1650), prince-électeur de Cologne, prince évêque de Liège, Münster, Hildesheim et Paderborn ;
- Éléonore Madeleine (1578-1579) ;
- Charles (1580-1587) ;
- Albert VI (1584-1666) ∞ 1612 Princesse Mathilde de Leuchtenberg (1588-1634) d'où Maximilien-Henri, Archevêque-Électeur de Cologne ;
- Madeleine (1587-1628) ∞ 1613 Wolfgang Guillaume de Wittelsbach, comte palatin de Neubourg.